# António José da Silva Leão
António José da Silva Leão (Aveiro, 17 de fevereiro de 1793 — Elvas, 22 de junho de 1850), 1.º Barão de Almofala, foi um oficial general do Exército Portuguêse politico, que, entre outras funções de relevo, foi Ministro da Guerra do 16.º governo da Monarquia Constitucional.